# Rai Ulun (Ort)
Rai Ulun (Raiulun) ist ein osttimoresischer Ort im Suco Leohito (Verwaltungsamt Balibo, Gemeinde Bobonaro). Er liegt im Süden der Aldeia Rai Ulun, in einer Meereshöhe von 386 m. Durch Rai Ulun führt die Hauptstraße, die den Suco durchquert. Östlich befindet sich der Ort Remian, nördlich das Dorf Derok Ren.